# 王會釐
王會釐（1844年—1913年），字季和，号筱东，湖北省黃州府黃岡縣人，清朝政治人物、進士出身。

## 生平
光緒二十年（1894年），参加光緒甲午科殿試，登進士二甲80名。同年五月，改翰林院庶吉士。光緒二十一年四月，散館，授翰林院編修。